# Endomychus ohbayashii
Endomychus ohbayashii es una especie de coleóptero de la familia Endomychidae.

## Distribución geográfica
Habita en Japón.